# Pedro Massacessi
Pedro Massacessi (9 januari 1966) is een voormalig Argentijns voetballer.

## Carrière
Pedro Massacessi speelde tussen 1987 en 1997 voor Independiente, Universidad Chile, Cobras, Atlante, Pumas, Yokohama Marinos en Jazz.